# Баренбойм, Пётр Давидович
Пётр Давидович Баренбойм (23.10.1948, Пятигорск, Ставропольский край, РСФСР, СССР — 23.08.2021, Москва (Нью-Йорк)) — международный адвокат, кандидат юридических наук, автор монографий и статей по праву и искусству. Один из разработчиков Закона «О банкротстве». Один из основателей адвокатского сообщества России. Специализация: уголовное право, гражданское право, финансовое право, конституционное право.
В 1972 году окончил Юридический факультет МГУ имени М. В. Ломоносова. В 1978 году защитил кандидатскую диссертацию по теме «Взаимоотношения президента и конгресса США в сфере финансовых полномочий». В 1979 году стал членом Московской городской коллегии адвокатов (МГКА), а с 1985 по 1989 возглавлял Московский институт судебной защиты, открытый при Президиуме МГКА. Участвовал в создании Союза адвокатов СССР (входил в состав правления с 1989 по 1991 годы).
В 1990—1991 годах работал в Нью-Йорке в качестве консультанта юридической фирмы «Чадборн и Парк»; затем в 1990-х неоднократно руководил группами иностранных адвокатов (в том числе по ведению судебных дел в интересах российских клиентов).
Первый вице-президент Международного союза (содружества) адвокатов (с 1992 года). Вице-президент Федерального союза адвокатов России (с 2000 года), а также вице-президент Союза юристов России; член Лондонского международного арбитражного суда; президент Арбитражного суда Национальной фондовой ассоциации; председатель Арбитражной комиссии при Московской межбанковской валютной бирже.
Член Координационного совета Международной ассоциации юристов. Заместитель научного руководителя Междисциплинарного центра философии права при Институте философии РАН. Основатель «Флорентийского общества» в Москве.
Скончался 23 августа 2021 года на 73-м году жизни. .

## Основные труды
«Конституционная экономика для вузов» (соавт., 2002) 

«Основы государственного регулирования финансового рынка» (соавт., 2002)

«3000 лет доктрины разделения властей. Суд Сьютера» (2003)

«Как избежать пытки. Психология допроса и защита граждан» (2004)

«Профессор Август Мишин» (соавт., 2005)

«Конституционная экономика» (соавт., 2006)

«Микеланджело. Загадки капеллы Медичи» (соавт., 2006)

«Мышь Медичи и Микеланджело» (соавт., 2006)

«Конституционная экономика» (соавт., 2010)

«Пакт Рериха в XXI веке» (соавт., 2010)

«Юридические лица публичного права в доктрине и практике России и зарубежных стран» (2011)

«Бог. Человек. Конституция. Библейская философия права в научном наследии А. П. Лопухина» (соавт., 2023)

## Публикации
Автор и соавтор более 200 публикаций по праву, включая более 30 монографий, среди которых: «3000 лет доктрины разделения властей. Суд Сьютера» (1996 г., 2003 г.), «Трактат о библейском начале философии права» (2012 г.), «Психологическая пытка в России и за рубежом» (2016 г.), «Принцип сдержек и противовесов (баланс ветвей власти) как неотъемлемая часть доктрины разделения властей и его применение в рамках Конституции России» (2020). 
Большая часть статей П. Д. Баренбойма размещена на сайте www.petrbarenboim.ru